# Monaster Wysocki
Monaster Wysocki – męski klasztor prawosławny w Sierpuchowie. Od 2021 r. jeden z klasztorów stauropigialnych Rosyjskiego Kościoła Prawosławnego.

## Historia

### Utworzenie
Monaster został założony w 1373 przez księcia sierpuchowskiego Włodzimierza Andriejewicza. Fundator poprosił Sergiusza z Radoneża o skierowanie do nowego monasteru mnicha Atanazego, jednego ze swoich uczniów, którego Włodzimierz już wcześniej poznał. Na zaproszenie księcia Sierpuchow odwiedził również Sergiusz. Obaj mnisi wspólnie z księciem wybrali miejsce dla monasteru – wzgórze Wysokoje nad Narą, gdzie fundator wzniósł własnym kosztem zabudowania klasztorne z kamiennym soborem i cerkwią refektarzową. Włodzimierz wybrał jako wezwanie wspólnoty Poczęcie Matki Bożej. Od początku swojego funkcjonowania monaster był cenobityczny.

### XV–XIX w.
Ze względu na położenie Sierpuchowa na granicy Wielkiego Księstwa Moskiewskiego i częste gromadzenie w tym miejscu wojska miasto niejednokrotnie odwiedzali władcy państwa, dla których w monasterze wzniesiono specjalny pałac. Wspólnota regularnie otrzymywała również dary finansowe i materialne od zamożnych mieszkańców kraju. W XVI w. kompleks zabudowań monasterskich powiększono o cerkwie św. Sergiusza i św. Mikołaja, zaś do soboru dobudowano galerię i drugi ołtarz Narodzenia Matki Bożej. W 1571 monaster został spalony i rozgrabiony przez wojska chana Dewleta Gireja, które zajęły i zniszczyły miasto. Kolejne straty monaster poniósł podczas wielkiej smuty.
Sytuacja klasztoru poprawiła się ponownie po wstąpieniu na moskiewski tron Romanowów. Ponownie uzyskał on wsparcie bogatych ofiarodawców, zwłaszcza Naryszkinów, w tym carycy Natalii. Dzięki ich darom do końca XVII w. odnowiono większość klasztornych cerkwi i znajdujące się w nim ikonostasy. W latach 70. tego samego stulecia cały kompleks monasterski otoczono murem. W połowie kolejnego wieku monaster zgromadził znaczny majątek ziemski, a na jego terenie czynnych było siedem cerkwi oraz sobór. Już w 1764, na mocy ukazu Katarzyny II o sekularyzacji mienia cerkiewnego majątek ziemski klasztoru został upaństwowiony, a wspólnota, podobnie jak inne monastery, przeszła na utrzymanie państwowe.
Monaster zyskał na znaczeniu jako ośrodek pielgrzymkowy w w. XIX. Stulecie to było również okresem jego intensywnej rozbudowy. W 1840 wzniesiono na jego terenie trójkondygnacyjną dzwonnicę z cerkwią Trzech Świętych Hierarchów. Obiekt ten trzy lata po ukończeniu budowy poświęcił metropolita moskiewski Filaret. W 1872 rozbudowano cerkiew Opieki Matki Bożej o drugi ołtarz Pochwały Matki Bożej. Sześć lat później, z okazji 500 lat istnienia monasteru, wzniesiono w nim nową cerkiew św. Atanazego z Athosu i św. Sergiusza z Radoneża, która zastąpiła jedną ze świątyń zbudowanych w XVII wieku. W 1896 fabrykant N. Konszyn ufundował wzniesienie kolejnej cerkwi, pod wezwaniem Wszystkich Świętych, z przeznaczeniem na grobowiec rodzinny. Z kolei 1902 ekonom ławry Troicko-Siergijewskiej archimandryta Nikon (Rożdiestwienski) pokrył koszty renowacji cerkwi Opieki Matki Bożej.

### XX w.
W listopadzie 1918 monaster został zajęty przez pułk strzelców łotewskich. Przez rok na terenie klasztoru odbywały się egzekucje czerwonoarmistów podejrzewanych o dezercję. Następnie strzelcy łotewscy opuścili klasztor, jednak część jego obiektów zaadaptowano na łagier. W pozostałej części monasteru mnisi pozostali do 1928, gdy klasztor został ostatecznie zlikwidowany przez władze radzieckie. Cztery lata wcześniej wspólnotę odwiedził patriarcha moskiewski i całej Rusi Tichon. Przez trzy lata od likwidacji monasteru cerkiew Opieki Matki Bożej pozostawała jeszcze czynna jako parafialna, następnie również została zamknięta.
Monaster został zaadaptowany na różne cele świeckie. W jego budynkach mieściły się koszary, magazyny, garaże, mieszkania. Całość stopniowo podupadała. W 1967 cerkiew św. Atanazego z Athosu i św. Sergiusza z Radoneża rozebrano.
Monaster Wysocki został ponownie otwarty w 1991. Pierwszym przełożonym reaktywowanej wspólnoty został archimandryta Józef (Bałabanow). Początkowo nabożeństwa odbywały się w cerkwi Trzech Świętych Hierarchów, zaś w zimie – w XVI-wiecznej cerkwi św. Mikołaja. Po reaktywacji monasteru rozpoczęto prace nad restauracją kompleksu klasztornego. W 1994 po remoncie ponownie wyświęcona została cerkiew Opieki Matki Bożej. W 1996 odnowiono i przywrócono do użytku liturgicznego cerkiew św. Sergiusza, dwa lata później w budynku mieszkalnym dla mnichów otwarto cerkiew domową. Monaster dwukrotnie, w 1995 i w 2005, odwiedzał patriarcha moskiewski i całej Rusi Aleksy II, zaś w 2015 jego następca Cyryl.
Klasztor jest jednym z dwóch ośrodków kultu Ikony Matki Bożej „Niewyczerpany Kielich”. Jest w nim przechowywana jedna z dwóch kopii tego wizerunku czczonych przez wiernych jako cudotwórcze. Oryginał prawdopodobnie został zniszczony w okresie radzieckim.
17 czerwca 2021 r. Święty Synod Rosyjskiego Kościoła Prawosławnego nadał monasterowi Wysockiemu status stauropigii – wyłączył go spod jurysdykcji właściwego biskupa i podporządkował patriarsze moskiewskiemu i całej Rusi, mianując zarazem jego namiestnikiem biskupa sierpuchowskiego Romana.   